# Emiliano Lasa
Emiliano Lasa (25 de enero de 1990) es un deportista y atleta de salto de longitud uruguayo. 
Compitió por Uruguay en los Juegos Olímpicos de Río de Janeiro 2016. Salto 8,10 metros quedando sexto y recibiendo un diploma olímpico. Logrando así ser el atleta uruguayo de mejor actuación en la historia de los Juegos Olímpicos.
En el año 2017 se transformó en el primer uruguayo en participar en una Diamond League obteniendo la sexta popsición, repitiendo su participación en 2019 llegando en esta ocasión al octavo lugar.
Es récord nacional en salto largo y salto triple en las categorías sub-20 y absoluto. siendo también récord de salto largo en pista cubierta.
Actualmente reside en San Pablo, Brasil.

## Palmarés
- 2012,Campeonato Sudamericano  Sub-23 : 7,63 metros (3.º puesto).
- 2012, XV Camp. Iberoamericano de Atletismo de 2012: 7,56 (4° puesto)
- 2013, Campeonato Sudamericano de Atletismo 2013: 7,21 (9° puesto)
- 2014, Juegos Sudamericanos: 7,94 metros.
- 2014, Festival Deportivo Panamericano de 2014: 7,77 (5° puesto)
- 2015, Campeonato Sudamericanos: 8,09 metros (1.º puesto).
- 2015, Juegos Panamericanos: 8,17 metros (3.º puesto).
- 2016, Mundial de Atletismo en Pista Cubierta de 2016: 7,94 (7° puesto)
- 2016, Campeonato Iberoamericano: 8,01 metros (1.º puesto)
- 2016, Juegos Olímpicos de Río de Janeiro: 8,10 metros (6.º puesto).
- 2017, Campeonato Mundial de Atletismo de 2017: 8,11 (9° puesto)
- 2017, IAAF Liga de Diamantes Shanghái: 7,90 (7° puesto)
- 2018, XI Juegos Suramericanos de Cochabamba: 8,26 (1.º puesto)
- 2018, XVIII Camp. Iberoamericano de Atletismo de 2018: 7,79 (3° puesto)
- 2018, III Copa Continental de la IAAF de 2018: 7,73 (6° puesto)
- 2018, Mundial de Atletismo en Pista Cubierta de 2018: 7,72 (12° puesto)

## Participaciones
| Resultados en competencias de SALTO DE LONGITUD 2010-2019 | Resultados en competencias de SALTO DE LONGITUD 2010-2019 | Resultados en competencias de SALTO DE LONGITUD 2010-2019 | Resultados en competencias de SALTO DE LONGITUD 2010-2019 | Resultados en competencias de SALTO DE LONGITUD 2010-2019 | Resultados en competencias de SALTO DE LONGITUD 2010-2019 |
| Año                                                       | Competición                                               | País                                                      | Ciudad                                                    | Marca                                                     | Posi                                                      |
| --------------------------------------------------------- | --------------------------------------------------------- | --------------------------------------------------------- | --------------------------------------------------------- | --------------------------------------------------------- | --------------------------------------------------------- |
| 2019                                                      | Campeonato Mundial de Atletismo de 2019                   | Catar                                                     | Doha                                                      | 7,66 metros                                               | 11.º                                                      |
| 2019                                                      | Juegos Panamericanos de 2019                              | Perú                                                      | Lima                                                      | 7,87 metros                                               | Medalla de bronce                                         |
| 2019                                                      | Campeonato Sudamericano de Atletismo 2019                 | Perú                                                      | Lima                                                      | 7,76 metros                                               | Medalla de oro                                            |
| 2019                                                      | IAAF Liga de Diamantes Shanghái                           | China                                                     | Shanghái                                                  | 7,85 metros                                               | 8.º                                                       |
| 2019                                                      | GP Brasil Caixa de Aletismo, Braganca Paulista            | Brasil                                                    | Bragança Paulista                                         | 8,07 metros                                               |                                                           |
| 2019                                                      | GP Brasil Caixa de Aletismo, Braganca Paulista            | Brasil                                                    | Bragança Paulista                                         | 8,21 metros                                               | Medalla de oro                                            |
| 2019                                                      | GP Julia Iriarte                                          | Bolivia                                                   | Cochabamba                                                | 8,08 metros                                               | Medalla de oro                                            |
| 2019                                                      | Torneio Atletismo Paulista                                | Brasil                                                    | São Paulo                                                 | 8,13 metros                                               | Medalla de plata                                          |
| 2019                                                      | Torneio Atletismo Paulista                                | Brasil                                                    | São Paulo                                                 | 7,99 metros                                               |                                                           |
| 2019                                                      | Meeting Villa de Madrid                                   | España                                                    | Madrid                                                    | 7,98 metros                                               | Medalla de bronce                                         |
| 2019                                                      | Indoor Meeting                                            | República Checa                                           | Nehvizdy                                                  | 7,78 metros                                               |                                                           |
| 2018                                                      | GP Darwin Piñeyrua                                        | Uruguay                                                   | Montevideo                                                | 7,63 metros                                               | Medalla de oro                                            |
| 2018                                                      | GP Ximena Restrepo                                        | Colombia                                                  | Medellín                                                  | 7,83 metros                                               | Medalla de oro                                            |
| 2018                                                      | Meeting International Guadeloupe                          | Francia                                                   | Baie-Mahault                                              | 7,62 metros                                               | Medalla de oro                                            |
| 2018                                                      | XI Juegos Suramericanos de Cochabamba                     | Bolivia                                                   | Cochabamba                                                | 8,26 metros                                               | Medalla de oro                                            |
| 2018                                                      | Plasencia                                                 | España                                                    | Plasencia                                                 | 7,48 metros                                               | Medalla de oro                                            |
| 2018                                                      | XVIII Camp. Iberoamericano de Atletismo de 2018           | Perú                                                      | Trujillo                                                  | 7,79 metros                                               | Medalla de bronce                                         |
| 2018                                                      | III Copa Continental de la IAAF de 2018                   | República Checa                                           | Ostrava                                                   | 7,73 metros                                               | 6.º                                                       |
| 2018                                                      | Indoor Meeting                                            | Alemania                                                  | Karlsruhe                                                 | 7,66 metros                                               | Medalla de bronce                                         |
| 2018                                                      | Indoor Meeting                                            | Francia                                                   | París                                                     | 7,43 metros                                               |                                                           |
| 2018                                                      | Mundial de Atletismo en Pista Cubierta de 2018            | Reino Unido                                               | Birmingham                                                | 7,72 metros                                               | 12.º                                                      |
| 2017                                                      | São Paulo                                                 | Brasil                                                    | São Paulo                                                 | 8,13 metros                                               | Medalla de oro                                            |
| 2017                                                      | São Paulo                                                 | Brasil                                                    | São Paulo                                                 | 8,19 metros                                               | Medalla de oro                                            |
| 2017                                                      | IAAF Liga de Diamantes Shanghái                           | China                                                     | Shanghái                                                  | 7,90 metros                                               | 7.º                                                       |
| 2017                                                      | Manchester Great City Games                               | Reino Unido                                               | Mánchester                                                | 7,96 metros                                               | Medalla de plata                                          |
| 2017                                                      | FBK Games 2018                                            | Países Bajos                                              | Hengelo                                                   | 7,96 metros                                               | 5.º                                                       |
| 2017                                                      | Stockholm Bauhaus Galan                                   | Suecia                                                    | Estocolmo                                                 | 8,00 metros                                               | 5.º                                                       |
| 2017                                                      | Stockholm Bauhaus Galan                                   | Suecia                                                    | Estocolmo                                                 | 7,96 metros                                               |                                                           |
| 2017                                                      | Campeonato Sudamericano de Atletismo 2017                 | Paraguay                                                  | Asunción                                                  | 7,89 metros                                               | Medalla de plata                                          |
| 2017                                                      | Madrid Meeting 2017                                       | España                                                    | Madrid                                                    | 8,18 metros                                               | 4.º                                                       |
| 2017                                                      | Madrid Meeting 2017                                       | España                                                    | Madrid                                                    | 8,13 metros                                               |                                                           |
| 2017                                                      | Meeting Mohammed VI d'Athletisme                          | Marruecos                                                 | Rabat                                                     | 7,91 metros                                               | 6.º                                                       |
| 2017                                                      | Campeonato Mundial de Atletismo de 2017                   | Reino Unido                                               | Londres                                                   | 7,96 metros                                               | 7.º                                                       |
| 2017                                                      | Campeonato Mundial de Atletismo de 2017                   | Reino Unido                                               | Londres                                                   | 8,11 metros                                               | 9.º                                                       |
| 2017                                                      | Tignes                                                    | Francia                                                   | Tignes                                                    | 8,18 metros                                               | 9.º                                                       |
| 2017                                                      | GP Müller                                                 | Reino Unido                                               | Birmingham                                                | 7,72 metros                                               | 7.º                                                       |
| 2017                                                      | Zürich Weltklasse                                         | Suiza                                                     | Zúrich                                                    | 7,79 metros                                               | 6.º                                                       |
| 2017                                                      | Zagreb IAAF World Challenge                               | Croacia                                                   | Zagreb                                                    | 7,62 metros                                               | 6.º                                                       |
| 2016                                                      | Torneo FPA                                                | Brasil                                                    | São Bernardo                                              | 7,95 metros                                               | Medalla de oro                                            |
| 2016                                                      | Super Salto Río de Janeiro                                | Brasil                                                    | Río de Janeiro                                            | 8,03 metros                                               | Medalla de bronce                                         |
| 2016                                                      | São Bernardo do Campo                                     | Brasil                                                    | São Bernardo                                              | 8,16 metros                                               | Medalla de oro                                            |
| 2016                                                      | GP Darwin Piñeyrua                                        | Uruguay                                                   | Montevideo                                                | 7,95 metros                                               | Medalla de oro                                            |
| 2016                                                      | XVII Camp. Iberoamericano de Atletismo de 2016            | Brasil                                                    | Río de Janeiro                                            | 8,01 metros                                               | Medalla de oro                                            |
| 2016                                                      | Meeting Mohammed VI d'Athletisme                          | Marruecos                                                 | Rabat                                                     | 7,95 metros                                               | 5.º                                                       |
| 2016                                                      | International Golden Roof Challenge                       | Austria                                                   | Innsbruck                                                 | 7,89 metros                                               | Medalla de bronce                                         |
| 2016                                                      | NRW Gala                                                  | Alemania                                                  | Bottrop                                                   | 8,03 metros                                               | Medalla de oro                                            |
| 2016                                                      | Meeting International                                     | Francia                                                   | Montreuil-Sous                                            | 8,03 metros                                               | Medalla de bronce                                         |
| 2016                                                      | GP Folksam                                                | Suecia                                                    | Gotemburgo                                                | 8,04 metros                                               | Medalla de oro                                            |
| 2016                                                      | Juegos Olímpicos de Río de Janeiro                        | Brasil                                                    | Río de Janeiro                                            | 8,14 metros                                               | Medalla de plata                                          |
| 2016                                                      | Juegos Olímpicos de Río de Janeiro                        | Brasil                                                    | Río de Janeiro                                            | 8,10 metros                                               | 6.º                                                       |
| 2016                                                      | Zagreb IAAF World Challenge                               | Croacia                                                   | Zagreb                                                    | 7,95 metros                                               | Medalla de bronce                                         |
| 2016                                                      | Golden Fly Series                                         | Liechtenstein                                             | Schaan                                                    | 7,58 metros                                               | Medalla de plata                                          |
| 2016                                                      | Bruxelles Memorial Van Damme                              | Bélgica                                                   | Bruselas                                                  | 7,90 metros                                               | 5.º                                                       |
| 2016                                                      | Gateshead Great North City Games                          | Reino Unido                                               | Gateshead                                                 | 7,63 metros                                               | Medalla de plata                                          |
| 2016                                                      | Stockholm Golden Gala                                     | Suecia                                                    | Estocolmo                                                 | 7,81 metros                                               | 6.º                                                       |
| 2016                                                      | Mundial de Atletismo en Pista Cubierta de 2016            | Estados Unidos                                            | Portland                                                  | 7,94 metros                                               | 7.º                                                       |
| 2015                                                      | Torneo FPA                                                | Brasil                                                    | Jundiaí                                                   | 8,03 metros                                               | Medalla de oro                                            |
| 2015                                                      | Campeonato Sudamericano de Atletismo de 2015              | Perú                                                      | Lima                                                      | 8,09 metros                                               | Medalla de oro                                            |
| 2015                                                      | Plasencia                                                 | España                                                    | Plasencia                                                 | 7,66 metros                                               | Medalla de bronce                                         |
| 2015                                                      | Long Jump Meeting                                         | Alemania                                                  | Bad Langensalza                                           | 7,91 metros                                               | 4.º                                                       |
| 2015                                                      | Meeting International                                     | Alemania                                                  | Rhede                                                     | 7,70 metros                                               | Medalla de oro                                            |
| 2015                                                      | Juegos Panamericanos de 2015                              | Canadá                                                    | Toronto                                                   | 8,01 metros                                               | Medalla de plata                                          |
| 2015                                                      | Juegos Panamericanos de 2015                              | Canadá                                                    | Toronto                                                   | 8,17 metros                                               | Medalla de bronce                                         |
| 2015                                                      | Campeonato Mundial de Atletismo de 2015                   | China                                                     | Pekín                                                     | 7,95 metros                                               | 11.º                                                      |
| 2014                                                      | Torneo FPA                                                | Brasil                                                    | São Paulo                                                 | 7,55 metros                                               | 4.º                                                       |
| 2014                                                      | São Paulo                                                 | Brasil                                                    | São Paulo                                                 | 7,90 metros                                               | Medalla de oro                                            |
| 2014                                                      | Juegos Suramericanos de 2014                              | Chile                                                     | Santiago de Chile                                         | 7,94 metros                                               | Medalla de plata                                          |
| 2014                                                      | GP Sudamericano                                           | Chile                                                     | Curicó                                                    | 7,52 metros                                               | Medalla de oro                                            |
| 2014                                                      | Torneo Orlando Guaita                                     | Chile                                                     | Santiago de Chile                                         | 7,70 metros                                               | Medalla de oro                                            |
| 2014                                                      | Torneo Carlos Echezerreta Gilard                          | Uruguay                                                   | Montevideo                                                | 7,79 metros                                               | Medalla de plata                                          |
| 2014                                                      | GP Darwin Piñeyrua                                        | Uruguay                                                   | San Carlos                                                | 7,36 metros                                               | Medalla de plata                                          |
| 2014                                                      | GP Internacional CAIXA                                    | Brasil                                                    | São Paulo                                                 | 7,66 metros                                               | Medalla de bronce                                         |
| 2014                                                      | Pfingstsportfest                                          | Alemania                                                  | Rehlingen                                                 | 7,64 metros                                               | 7.º                                                       |
| 2014                                                      | Memorial Carlos Gil Pérez                                 | España                                                    | Salamanca                                                 | 7,57 metros                                               | 4.º                                                       |
| 2014                                                      | Cáceres                                                   | España                                                    | Cáceres                                                   | 7,41 metros                                               | Medalla de oro                                            |
| 2014                                                      | Cáceres                                                   | España                                                    | Cáceres                                                   | 7,37 metros                                               |                                                           |
| 2014                                                      | Ávila                                                     | España                                                    | Ávila                                                     | 7,50 metros                                               | Medalla de bronce                                         |
| 2014                                                      | Campeonato Iberoamericano de Atletismo 2014               | Brasil                                                    | São Paulo                                                 | 7,66 metros                                               | 4.º                                                       |
| 2014                                                      | GP Brasil CAIXA                                           | Brasil                                                    | Belém                                                     | 7,26 metros                                               | 6.º                                                       |
| 2014                                                      | Festival Deportivo Panamericano de 2014                   | México                                                    | Ciudad de México                                          | 7,77 metros                                               | 5.º                                                       |

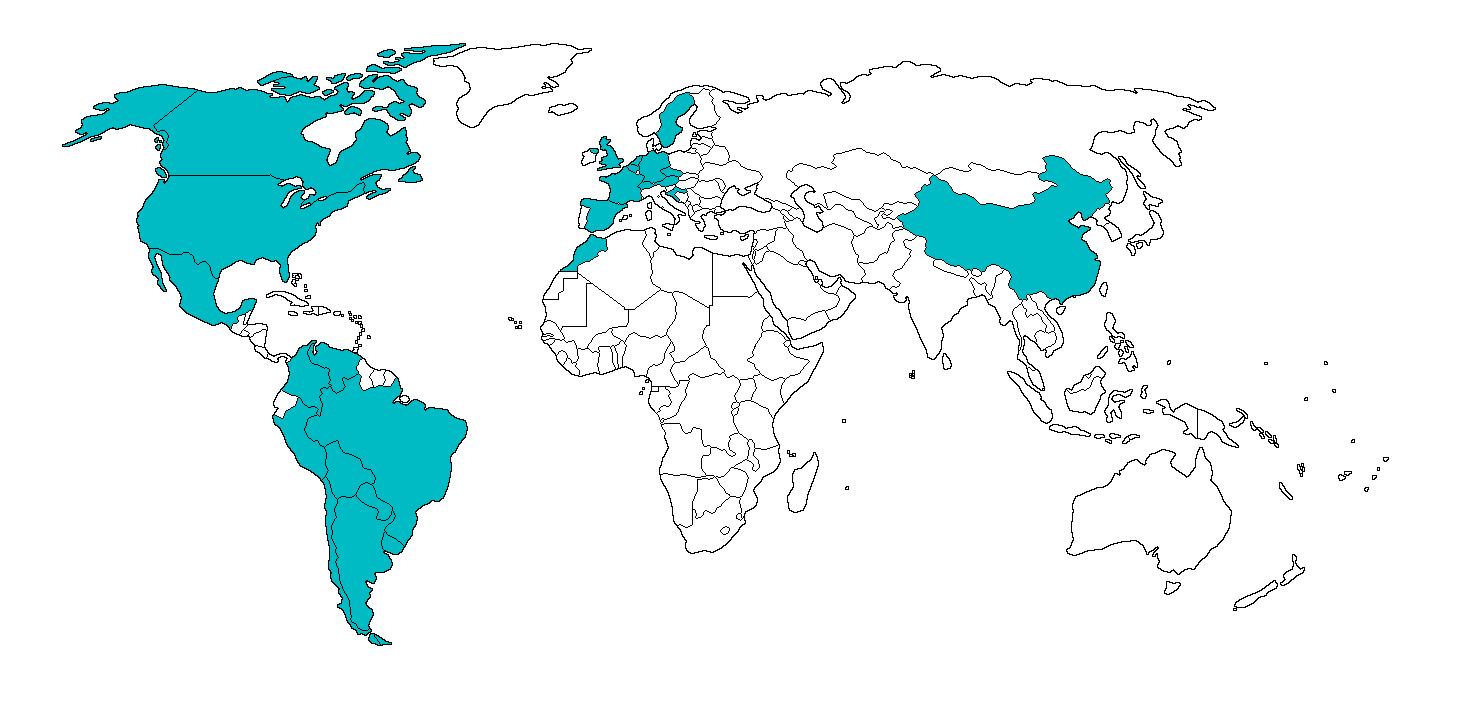
Mapa de Países (Coloreados) donde Emiliano Lasa ha competido

| 2013                                                      | Torneo FPA                                                | Brasil                                                    | São Paulo                                                 | 7,68 metros                                               | Medalla de bronce                                         |
| 2013                                                      | São Paulo                                                 | Brasil                                                    | São Paulo                                                 | 7,16 metros                                               | 5.º                                                       |
| 2013                                                      | GP Sudamericano                                           | Chile                                                     | Santiago de Chile                                         | 7,69 metros                                               | Medalla de plata                                          |
| 2013                                                      | GP Sudamericano                                           | Chile                                                     | Santiago de Chile                                         | 7,88 metros                                               | Medalla de oro                                            |
| 2013                                                      | Torneo Jorge Echazerreta Gilard                           | Uruguay                                                   | San Carlos                                                | 7,67 metros                                               | Medalla de oro                                            |
| 2013                                                      | Torneo Internacional CAIXA                                | Brasil                                                    | São Paulo                                                 | 7,02 metros                                               | 6.º                                                       |
| 2013                                                      | Campeonato Sudamericano de Atletismo 2013                 | Colombia                                                  | Cartagena                                                 | 7,21 metros                                               | 9.º                                                       |
| 2012                                                      | São Paulo                                                 | Brasil                                                    | São Paulo                                                 | 7,69 metros                                               | Medalla de oro                                            |
| 2012                                                      | Torneo Jorge Echazerreta Gilard                           | Uruguay                                                   | San Carlos                                                | 1,51 metros                                               | Medalla de oro                                            |
| 2012                                                      | GP Darwin Piñeyrua                                        | Uruguay                                                   | San Carlos                                                | 7,30 metros                                               | Medalla de oro                                            |
| 2012                                                      | Torneo Mario Paz                                          | Bolivia                                                   | La Paz                                                    | 7,46 metros                                               | Medalla de plata                                          |
| 2012                                                      | Torneo Julia Iriarte                                      | Bolivia                                                   | Cochabamba                                                | 7,30 metros                                               | Medalla de plata                                          |
| 2012                                                      | XV Camp. Iberoamericano de Atletismo de 2012              | Venezuela                                                 | Barquisimeto                                              | 7,56 metros                                               | 4.º                                                       |
| 2012                                                      | Campeonato Regional de Atletismo Sub-23                   | Brasil                                                    | São Paulo                                                 | 7,56 metros                                               | Medalla de oro                                            |
| 2012                                                      | Campeonato Sudamericano de Atletismo Sub-23               | Brasil                                                    | São Paulo                                                 | 7,63 metros                                               | Medalla de bronce                                         |
| 2011                                                      | GP Darwin Piñeyrua                                        | Uruguay                                                   | Montevideo                                                | 7,12 metros                                               | Medalla de plata                                          |
| 2011                                                      | Meeting Invierno                                          | Uruguay                                                   | Montevideo                                                | 7,49 metros                                               | Medalla de oro                                            |
| 2011                                                      | Campeonato Regional de Atletismo Sub-23                   | Brasil                                                    | São Paulo                                                 | 7,56 metros                                               | Medalla de plata                                          |
| 2011                                                      | Torneo FPA                                                | Brasil                                                    | São Paulo                                                 | 7,65 metros                                               |                                                           |
| 2011                                                      | Torneo FPA                                                | Brasil                                                    | São Paulo                                                 | 7,66 metros                                               | Medalla de plata                                          |
| 2011                                                      | Juegos Panamericanos de 2011                              | México                                                    | Guadalajara                                               | 7,81 metros                                               | 4.º                                                       |
| 2011                                                      | Juegos Panamericanos de 2011                              | México                                                    | Guadalajara                                               | 7,73 metros                                               | 5.º                                                       |
| 2010                                                      | GP Sudamericano Sub-23                                    | Chile                                                     | Santiago de Chile                                         | 6,99 metros                                               | Medalla de bronce                                         |
| 2010                                                      | GP Sudamericano Sub-23                                    | Chile                                                     | Valparaíso                                                | 6,80 metros                                               | 5.º                                                       |
| 2010                                                      | Campeonato Sudamericano de Atletismo Sub-23               | Colombia                                                  | Medellín                                                  | 7,33 metros                                               | 4.º                                                       |
| 2010                                                      | Torneo Jorge Echazerreta Gilard                           | Uruguay                                                   | Montevideo                                                | 7,28 metros                                               | Medalla de bronce                                         |
| 2010                                                      | GP Darwin Piñeyrua                                        | Uruguay                                                   | Montevideo                                                | 7,29 metros                                               | Medalla de bronce                                         |
| 2010                                                      | GP Santa Fede La Vera Cruz                                | Argentina                                                 | Mar del Plata                                             | 7,06 metros                                               | 5.º                                                       |

| Resultados en competencias de SALTO DE LONGITUD 2000-2009 |                                             |         |            |             |                |
| Año                                                       | Competición                                 | País    | Ciudad     | Marca       | Pos            |
| 2009                                                      | Meeting Primeras intermedias                | Uruguay | Montevideo | 7,24 metros | Medalla de oro |
| 2009                                                      | Torneo Jorge Echazerreta Gilard             | Uruguay | San Carlos | 6,92 metros | Medalla de oro |
| 2009                                                      | GP Darwin Piñeyrua                          | Uruguay | Montevideo | 7,21 metros | Medalla de oro |
| 2009                                                      | Montevideo                                  | Uruguay | Montevideo | 7,05 metros | Medalla de oro |
| 2009                                                      | Último Selectivo Sudamericano de Mayores    | Uruguay | Montevideo | 6,94 metros | Medalla de oro |
| 2009                                                      | Campeonato Sudamericano de Atletismo        | Perú    | Lima       | 7,14 metros | 4.º            |
| 2009                                                      | Campeonato Sudamericano Júnior de Atletismo | Brasil  | São Paulo  | 7,42 metros | 4.º            |

## Otros resultados
| Año  | Torneo                                   | País      | Ciudad         | Resul | Posi              |
| ---- | ---------------------------------------- | --------- | -------------- | ----- | ----------------- |
| 2011 | Campeonato Uruguayo                      | Uruguay   | Montevideo     | 11.16 | Medalla de oro    |
| 2011 | Campeonato Uruguayo                      | Uruguay   | Montevideo     | 11.17 | Medalla de plata  |
| 2010 | Torneo Semana del Mar                    | Argentina | Mar del Plata' | 11.38 | 5.º               |
| 2009 | Montevideo                               | Uruguay   | Montevideo     | 11.03 | Medalla de bronce |
| 2009 | Montevideo                               | Uruguay   | Montevideo     | 11.25 | Medalla de plata  |
| 2009 | Copa Uruguay                             | Uruguay   | Montevideo     | 11.34 | Medalla de oro    |
| 2009 | Copa Uruguay                             | Uruguay   | Montevideo     | 11.25 | Medalla de oro    |
| 2009 | Último Selectivo Sudamericano de Mayores | Uruguay   | Montevideo     | 11.18 | Medalla de plata  |

| Año  | Torneo                | País      | Ciudad        | Resul | Posi              |
| ---- | --------------------- | --------- | ------------- | ----- | ----------------- |
| 2010 | Torneo Semana del Mar | Argentina | Mar del Plata | 15.08 | Medalla de bronce |